# Physalaemus erythros
Physalaemus erythros är en groddjursart som beskrevs av Caramaschi, Feio och Guimarães 2003. Physalaemus erythros ingår i släktet Physalaemus och familjen Leiuperidae. IUCN kategoriserar arten globalt som otillräckligt studerad. Inga underarter finns listade i Catalogue of Life.